# Templo de Salt Lake City
El templo de Salt Lake es uno de los templos construidos y operados por la Iglesia de Jesucristo de los Santos de los Últimos Días, el sexto construido por la iglesia y uno de los más reconocidos del Movimiento de los Santos de los Últimos Días, ubicado en el centro de Salt Lake City, capital del estado de Utah en los Estados Unidos. El templo de Salt Lake es el cuarto templo que ha estado en operaciones desde el éxodo de los pioneros mormones desde Nauvoo. Es el único templo dedicado por el entonces presidente de la iglesia Wilford Woodruff y el templo de mayores dimensiones del movimiento restauracionista que siguió a Brigham Young. 
Aún cuando hay varias entradas al templo, la entrada principal es por el edificio anexo. Solo las autoridades generales de la iglesia entran por las entradas directas del templo.: 177  Es el primer templo SUD en contar con dos pilas bautismales, comenzando desde las renovaciones de los años 2020.

## Características
El Templo de Salt Lake es la estructura central de las 4 hectáreas  (10 acres) de la manzana del Templo en la ciudad de Salt Lake City, Utah. El templo está situado en el centro de Salt Lake City, con varios picos de montaña cerca, un arroyo superficial (City Creek) que se divide y fluye tanto hacia el oeste como hacia el sur del terreno del templo y que corre hacia el río Jordán. La pared circundante se convirtió en la primera estructura permanente en lo que se ha conocido como la Manzana del Templo. La pared es de 4,6 metros de alto, pero varía en apariencia debido a la ladera suroeste del terreno.
Al igual que otros templos SUD, se requiere una recomendación eclesiástica para entrar al templo de Salt Lake City, por lo que no hubo visitas públicas dentro del templo hasta 1912, cuando las primeras fotografías públicas del interior fueron publicadas en el libro «La Casa del Señor», de James E. Talmage. Desde entonces, varias fotografías han sido publicadas, incluso por la revista Life en 1938. Los jardines del templo están abiertos al público y son una atracción turística popular del centro de la ciudad. Debido a su ubicación en la sede de la Iglesia de Jesucristo de los Santos de los Últimos Días. y su importancia histórica, el Templo de Salt Lake City es visitado y utilizado por fieles de varias partes del mundo. El Templo de Salt Lake es también el lugar de las reuniones semanales de la Primera Presidencia de la iglesia y el Quórum de los Doce Apóstoles. Por ello, hay salones especiales de reuniones en el edificio para estos propósitos, incluyendo el llamado «Santo de los Santos», salones que no están presentes en otros templos y a los que no tienen acceso los miembros que visitan el templo para realizar las ceremonias habituales.
El templo también incluye algunos elementos que evocan similitudes con el Templo de Salomón en Jerusalén. Entre ellos el que está orientado hacia Jerusalén y la gran pila bautismal utilizada para bautismos vicarios está montada en las espaldas de doce bueyes, al igual que el Mar de Bronce del Templo de Salomón (véase Crónicas 4: 2-4). En el extremo este del edificio, la altura del pináculo central a la base del ángel Moroni es de 210 pies o 120 codos, haciendo que el Templo sea 20 codos más alto que el Templo de Salomón.

### Nombre oficial
El nombre oficial es: Templo de Salt Lake. En 1999, con el comienzo de la acelerada construcción de templos a nivel mundial, la iglesia anunció una convención de nomenclatura formal para todos los templos existentes y futuros. Para los templos ubicados en los Estados Unidos y Canadá, el nombre del templo es generalmente el de la ciudad o pueblo en el que se encuentra el templo, seguido del nombre del estado o provincia aplicable (sin el uso de comas como en el pasado). Para los templos fuera de los Estados Unidos y Canadá, el nombre del templo es generalmente el nombre de la ciudad seguido del nombre del país. Sin embargo, por razones que la iglesia no elaboró, el Templo de Salt Lake es una excepción a las nuevas directrices y no fue renombrado al formato de "Salt Lake City Utah Temple". El templo del centro de la ciudad de Provo es el único templo que no incluye el nombre de un estado, provincia o país en el nombre del templo.

## Construcción

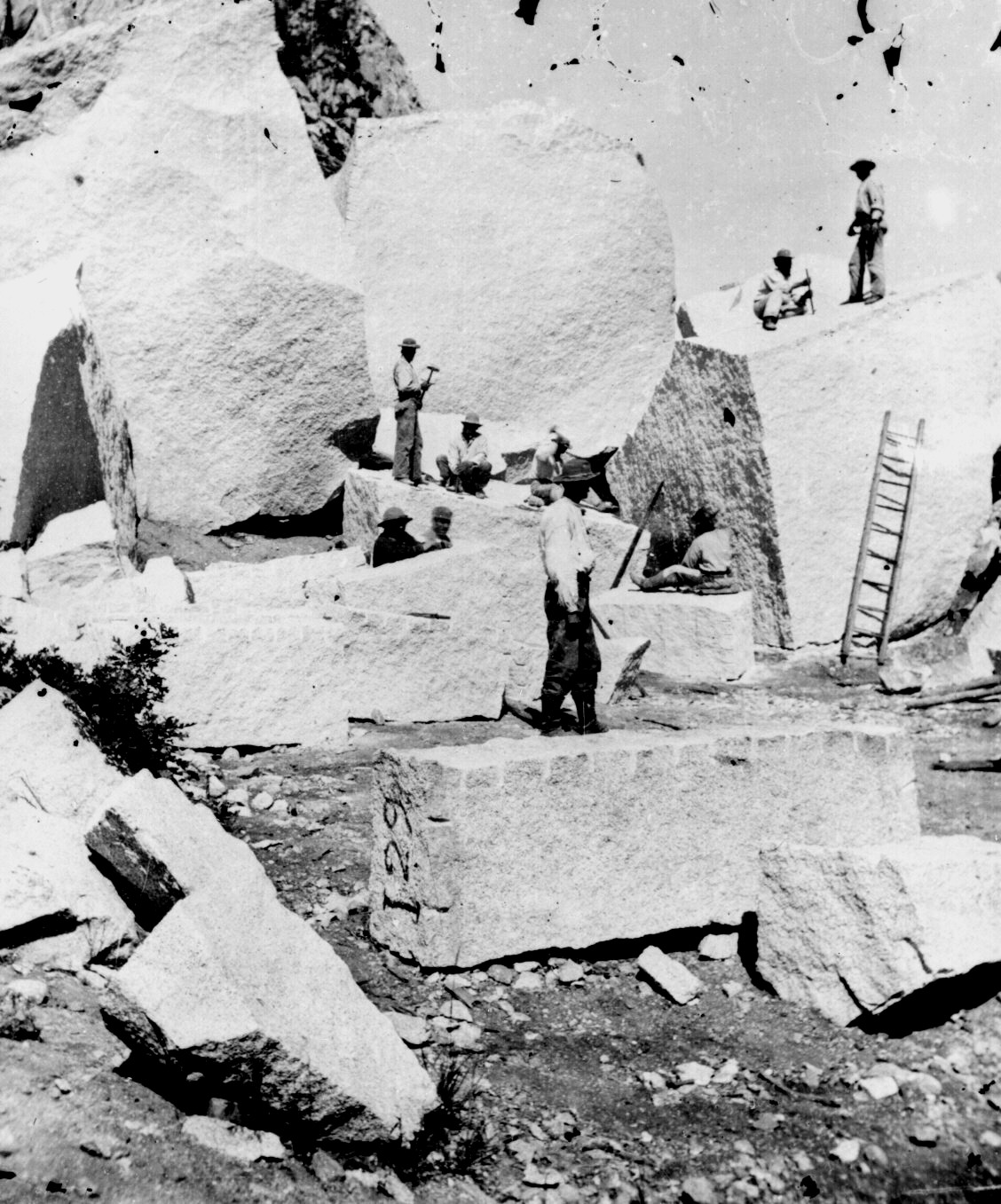
Granito para el templo, extraída del «Little Cottonwood Canyon» (1872), al este de la ciudad

La ciudad de Salt Lake City fue planeada y diseñada con el futuro templo en su centro. La ubicación del templo de Salt Lake City fue marcada por Brigham Young el 28 de julio de 1847, cuatro días después de su llegada al valle del Lago Salado junto a los pioneros mormones. El anuncio oficial del comienzo de la construcción del templo se realizó en la conferencia general de la iglesia de abril de 1851.: 130  El perímetro del templo fue circundado por un muro que, por falta de materiales y mano de obra, comenzó el 3 de agosto de 1852 y fue el primer elemento completado del templo, acabándose el 23 de mayo de 1857.: 131  Cada lado del muro que rodea la manzana del templo mide 200 metros (218,7 yd), medida que, según Flavio Josefo, eran las medidas del templo de Herodes.
El terreno del templo fue dedicado por Heber C. Kimball en una ceremonia el 14 de febrero de 1853, y el 6 de abril del año siguiente se comenzó la construcción del templo con la ceremonia de la primera palada presidida por Young.: 132  El edificio fue diseñado por Truman O. Angell con estilos del movimiento Gótico y Románico. Angell fue enviado por Young a Europa con la finalidad de estudiar estos estilos arquitectónicos. La piedra angular fue también colocada en medio de ceremonias locales, procesiones comunitarias y militares y oraciones dedicatorias.: 132 

### Cimientos
Las paredes del Templo de Salt Lake miden 2,75 metros de espesor en la base y 1,8 metros de espesor en la parte superior del edificio. En sus estadios de planificación, los ingenieros contaban con piedra caliza de oolito de la región de Sanpete, piedra arenisca roja en los costados del valle de Salt Lake City y ladrillos de adobe intercalados con guijarros, decidiéndose por piedra de granito de las montañas Cottonwood, una especie de sienita en un lacolito de la cordillera Wasatch.: 135  Se encontraban dispuestos en bloques erráticos por las fuerzas de masas eruptivas y digestión por glaciares.
Los cimientos de la esquina sudeste fueron completados en julio de 1855. Originalmente se usó arenisca para la fundación. Los restantes cimientos fueron colocados en los meses subsiguientes hasta 1857 cuando las bases del templo fueron recubiertos con tierra para esconder el edificio de las fuerzas militares estadounidenses que se aproximaban al territorio de Utah en respuesta de la Ley Edmunds-Tucker para mitigar reportes de intentos violentos por parte de la población mormona.: 133  Al desenterrarse luego los cimientos del edificio, los ripios que cubrían las bases del edificio carecían de la estabilidad necesaria para sostener la monumental estructura, los cuales fueron sustituidos por roca de mejor calidad, parte granito y parte arenisca. La arenisca fue reemplazada por un tipo de cuarzo muy similar al granito extraído de cañones unos 30 kilómetros del terreno del templo. La roca era transportada por bueyes hasta la construcción del ferrocarril transcontinental en 1869. Se requerían cuatro bueyes para transportar cada bloque de granizo y tres a cuatro días de camino para transportarlos.: 89  Por lo laborioso del transporte, se diseñaron canales para transportar las rocas por agua pero con el anuncio de la llegada del ferrocarril, estos canales, algunos de los cuales fueron iniciados, nunca llegaron a completarse.: 41, 57 
El edificio tuvo varias demoras, inicialmente el ingreso de la iglesia por los diezmos de sus fieles era insuficiente para estas labores.: 51  Luego, en 1868 arribó el ferrocarril de Union Pacific requiriendo el empleo de jornaleros, la mayoría fueron hombres que ya vivían en la región y que debieron dejar a un lado sus responsabilidades religiosas a favor del templo.: 41  Brigham Young falleció en diez años después con las paredes del templo llegando a una altura de 6,1 metros (6,7 yd) y bajo su sucesor, John Taylor, el edificio tuvo el periodo de tiempo más veloz y de menores interrupciones para su culminación.: 141  Wilford Woodruff dedicó el templo el 6 de abril de 1893, cuando habían transcurrido exactamente cuarenta años desde la fecha de la colocación de la piedra angular. Es el templo que más tiempo duró en ser construido. El templo que le sigue duró 11 años en ser construido, el templo de Manti, construido también en el territorio de Utah.

### Baptisterio

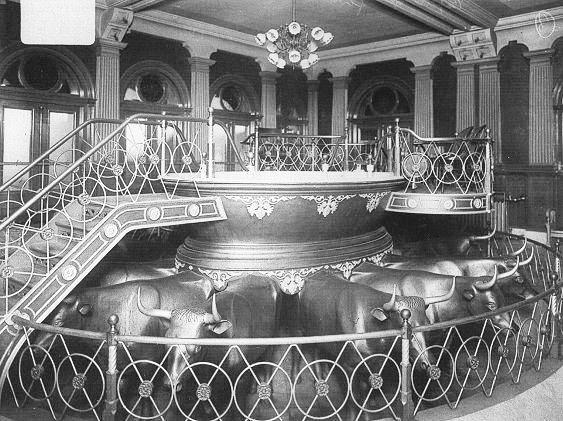
Baptisterio del templo de Salt Lake City.

Como todos los templos SUD, el templo de Salt Lake cuenta con un baptisterio del cual la pila bautismal es el elemento más prominente y central para las actividades del bautismo por los muertos. La pila se encuentra en una fosa de 91 centímetros (35,8 plg) de profundidad y es sostenida por doce estatuas de hierro fundido en forma de bueyes, mirando hacia afuera y ubicados en cuatro grupos de tres. El pozo tiene un diámetro de 6,4 metros (7 yd) y tiene un revestimiento que es de mármol.: 180  Lo rodea una baranda de 61 centímetros (24,0 plg) de altura. La pila es también de hierro fundido revestido de esmalte blanco. La pila es de forma elíptica de 3 metros (3,3 yd) en su eje mayor y 1,8 metros (2 yd) por su eje menor.: 204  La profundidad de la pila es de 1,2 metros (1,3 yd) con una capacidad de 1500 litros (396,3 galAm). 
En las renovaciones de los años 2020, el templo recibió una segunda pila bautismal, ambas ahora ubicadas en el anexo, fuera de los límites del templo. Es el primer templo SUD que cuenta con dos pilas bautismales. El vecino templo de Syracuse cuenta también con dos pilas bautismales en sus planos.

### Salones
El templo de Salt Lake es el templo de mayor tamaño construido por la iglesia SUD. Es el templo con más salones en su interior. Entre otros se encuentran:
- Salón del jardín: es puesto como representación de Edén y se ubica contiguo al baptisterio en el extremo sur del pasillo inferior. El techo está adornado por elementos que del cielo: sol, nubes, lunas, estrellas, etcétera. Las paredes están totalmente cubiertas por pinturas al óleo de diversos paisajes naturales. En un extremo del salón se ubica un altar sobre el cual los obreros del templo mantienen un ejemplar de la Biblia.[3]: 182
- Salón del mundo: ubicado en el pasillo superior, subiendo por una escalera de 35 escalones, es de forma elíptica y uno de los salones dispuestos de vitrales. Este salón es representativo de la expulsión del jardín del Edén de Adán y Eva. Las paredes cuentan con pinturas más dramáticas que el salón del jardín, con eventos sísmicos, animales en combates, entre otros.
- Salón terrestre: contiguo con el salón del mundo y es rodeado por pinturas menos dramáticas que el salón del mundo. Incluyen lienzos de varias obras incluyendo el de Girard, así como eventos de la vida de Jesús de Nazaret según escenas bíblicas. En un extremo del salón se encuentra el velo del templo que conduce al salón celestial.
- Salón celestial: el de mayor lujo que los restantes salones del templo. Es de 10,4 metros (11,4 yd) de altura y es en representación del reino celestial. El salón es el primero que cuenta con espejos así como uno de los pocos a nivel mundial decorados con bustos de líderes restauracionistas del pasado.[3]: 186  El salón celestial cuenta con ocho candelabros.
- Salón de sellamientos: el templo cuenta con dos grupos de altares matrimoniales, uno para parejas vivas y otro para ancestros fallecidos. A diferencia del resto de los altares del templo, el altar de 76 centímetros (29,9 plg) de altura se encuentra en el centro del salón de sellamientos, rodeado por espejos y vitrales. El saló de sellamientos por parejas vivas se distingue por tener un mayor número de sillas rodeando el altar para familiares de la pareja matrimonial. En ambos salones se realizan matrimonios por parejas heterosexuales, así como el "sellamiento" de hijos a sus padres, bien vivos así como fallecidos.
- Salón santísimo: ubicado entre los dos salones de sellamientos, es de mucho más lujo. El salón es usado como representación al lugar santísimo del tabernáculo de Moisés. Uno de los vitrales de este salón ilustra la Primera Visión.
- Salón del consejo de los Doce Apóstoles: ubicada en el tercer piso del templo en el extremo sur del pasillo. En sus paredes cuelgan retratos de los miembros vivos del cuórum de los Doce Apóstoles. Solo se ubican sillas para estos individuos y aquellos que sirven como secretarios del grupo.
- Salón del consejo de los Setenta: también en el tercer piso del templo, es reservado para quienes forman la presidencia del cuórum de los Setenta. Cuenta con las sillas para estos individuos y sus secretarios así como un altar ceremonial.
- Salón del consejo de la Primera Presidencia y los Doce Apóstoles: ubicada en el extremo norte del tercer piso del templo. En sus paredes cuelgan retratos de eventos cruciales de la historia de la iglesia así como de la vida de Cristo. Solo se ubican sillas para estos individuos y aquellos que sirven como secretarios del grupo que rodean un altar en el centro del salón.

### Estatua de Moroni
El diseño original del ángel tenía planeado la colocación de dos estatuas de Moroni, uno en la torre este y otra en la torre opuesta del oeste. El Templo de Salt Lake es el primer templo que cuenta con una estatua del ángel Moroni de pie, de 14 pies (4,3 m) de altura y unida a una varilla que se extiende 27 pies dentro de la torre, terminando con un contrapeso de 4.000 libras para asegurar que la estatua permanezca inmóvil. El ángel fue creado por el escultor adiestrado en París Cyrus E. Dallin y construido en Salem (Ohio).: 178  Fue colocado sobre la torre más elevada del edificio el 6 de abril de 1892.: 145 

## Dedicación

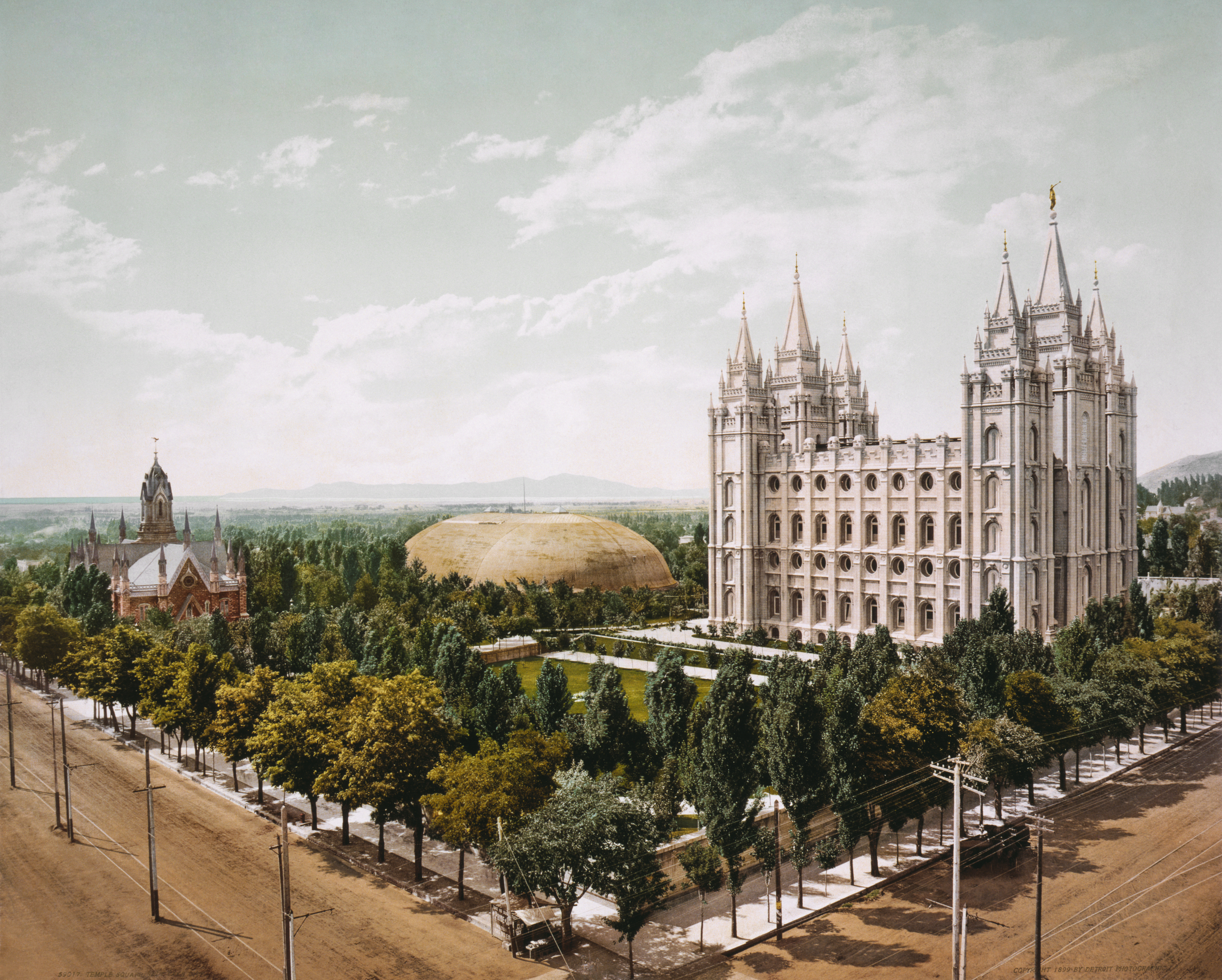
Manzana del templo de Salt Lake, alrededor de 1900.

La ceremonia de la piedra de coronamiento se celebró el 6 de abril de 1892 seguido de la conferencia general de la iglesia. La ceremonia comenzó en el Tabernáculo de Salt Lake City, a un costado del templo. El entonces presidente de la iglesia Wilford Woodruff encendió un circuito eléctrico que hizo descender la última piedra de granito sobre la torre más alta del edificio. Como de costumbre, los fieles presentes gritaron el tradicional grito de Hosanna bajo la dirección de Lorenzo Snow. Unas cuarenta mil personas asistieron al servicio ceremonial de la piedra cumbre. La piedra de coronamiento se asienta sobre una cavidad en el muro donde la iglesia colocó una docena de libros y documentos históricos, incluyendo fotografías de sus fundadores, ejemplares de la Biblia y El Libro de Mormón, entre otros.
Concluidas las labores del interior del templo, la iglesia permitió un recorrido de su interior, incluido con la inspección civil del edificio, el 5 de abril de 1893, un año después de la colocación de la piedra de coronamiento. Además de los devotos restauracionistas, unas mil personas no adeptas a la fe pudieron entrar para la casa abierta del templo. Al concluir la casa abierta de un día, la más breve en la historia de la iglesia, el templo fue dedicado el 6 de abril de 1893. Solo aquellos con un certificado de admisión pudieron estar en el interior del templo para su dedicación. Los servicios de dedicación ocurrían dos veces al día y concluyeron el 24 de abril de 1893. La iglesia permitió un recorrido parcial del templo a los niños menores de 8 años los días 21 y 22 de abril de ese año.: 153  El edificio fue dedicado para su actividades eclesiásticas por Wilford Woodruff.

## Simbolismo
El Templo de Salt Lake incorpora muchos símbolos que adornan el interior y exterior del edificio. Esta simbología van muy de la mano con la teología restauracionista de la iglesia así como muchos que se ven incluidos en los símbolos de la francmasonería.: 73, 79  : 38–39 El simbolismo es un tema importante para los miembros de la Iglesia SUD. Estos símbolos incluyen algunos de los siguientes:

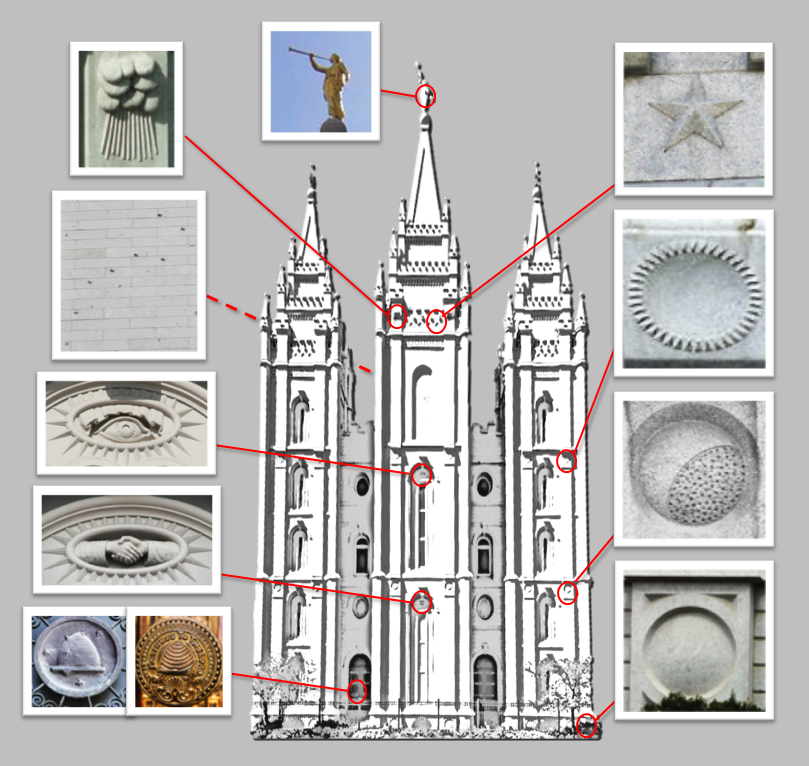
Algunos símbolos exteriores del templo

- El ojo que todo lo ve: en la torre central de cada lado del edificio se encuentra una representación del ojo de la providencia. Sirve como recordatorio a los fieles de que Dios percibe todas las cosas.[26][27] : 147

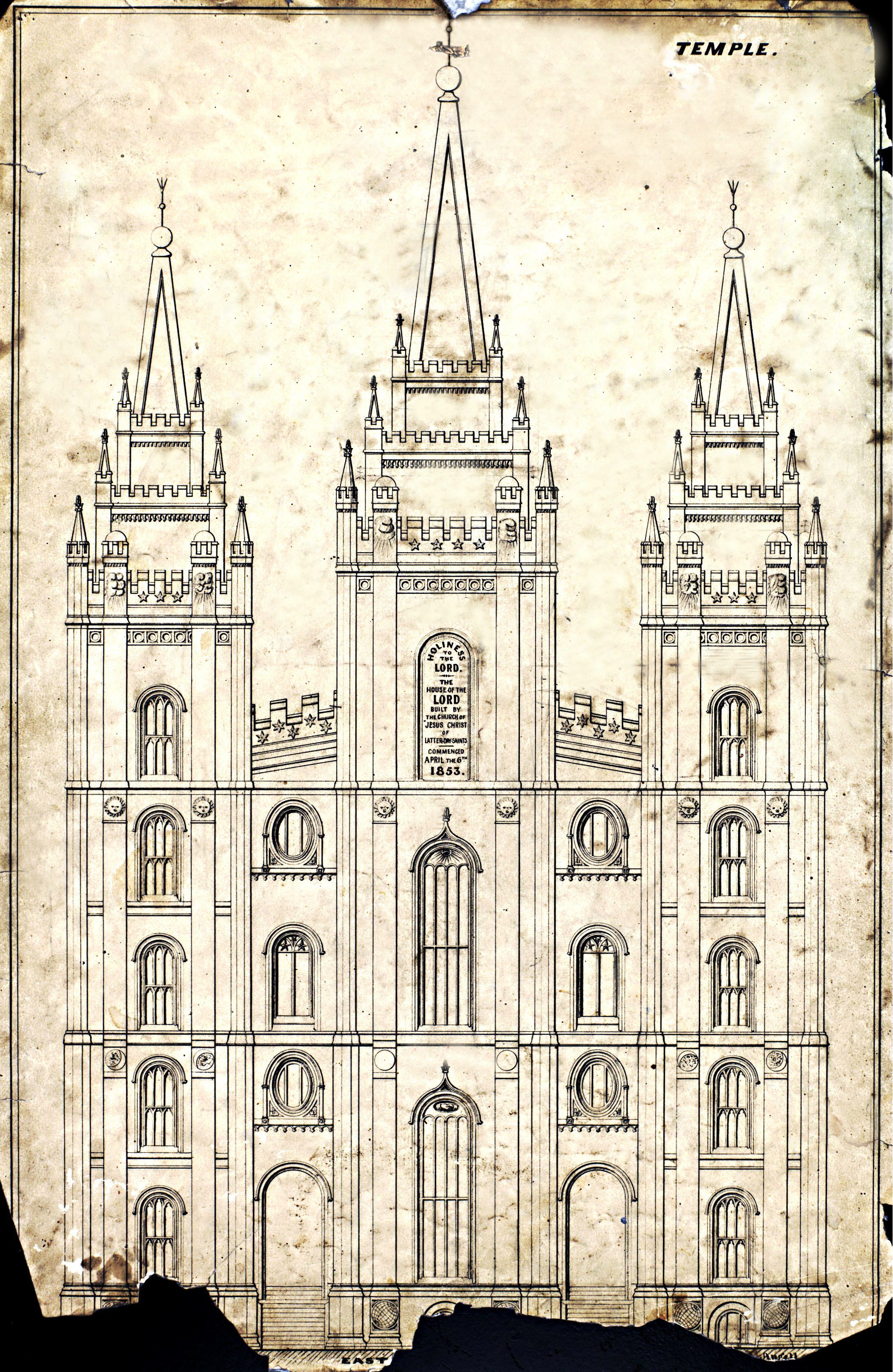
Diseño original de 1854 de la pared Este que muestra el ángel horizontal, las caras del sol, los detalles de la tierra y los detalles de la brújula y la ventana cuadrada. Estos elementos fueron posteriormente modificados o eliminados.

- Estatua del ángel: la estatua dorada sobre el pináculo del templo representa al ángel Moroni y hecha por el escultor Cyrus Edwin Dallin. Simboliza al ángel mencionado en 6 que vendrán en los inicios de la Segunda Venida de Cristo. Los primeros planos arquitectónicos mostraban a dos ángeles que volaban horizontalmente,[28][29][30] siendo las primeras referencias al ángel sobre el Templo de Salt Lake representando al Arcángel Gabriel. Los dibujos del plano original tenían como intención de que el ángel usara ropa ceremonial del templo como aparecía el ángel sobre el Templo de Nauvoo. La estatua de 12.5 pies de Dallin, quien fue entrenado en París, usa una corona en lugar de una gorra ceremonial y que incluía una luz brillante que creaba un efecto de halo en noche.[31]

- La colmena: el símbolo de la colmena (que también aparece en el sello del estado de Utah) ha sido colocado sobre las puertas exteriores sus las manijas y simboliza el ahorro, la industria, la perseverancia y el orden esperado de los devotos de la fe.[24]: 44 [32]

- La osa mayor: en el lado oeste del templo se ubican piedras en forma de la osa mayor, que representa el modo en la que el sacerdocio puede ayudar a los devotos a encontrar su camino al cielo, así como dicha constelación guio a los viajeros a encontrar la Estrella Polar.[24] : 42 [33] Las dos estrellas superiores de la constelación sobre el templo se allan prácticamente en línea con la estrella polar real.[34]

- La brújula y escuadra: los primeros planos del templo muestran los arreglos masónicos de una brújula y una escuadra colocadas alrededor de las ventanas del segundo y cuarto piso,[24]: 43  pero los planes cambiaron durante la construcción.[24]: 39  Estos símbolos habían aparecido en la veleta del Templo de Nauvoo.[24]: 43

- Manos entrelazadas : sobre cada puerta exterior y pomo de la puerta aparece el "apretón de manos", que es una representación de los convenios que se hacen dentro de los templos o el amor fraternal.[24]: 43  Encima de las manos entrelazadas en la torre central está la inscripción Yo soy el Alfa y el Omega sobre un pergamino esculpido en la roca.[3]: 174

- Nubes: en el lado Este del templo hay dos "nubes que llueven", tipo nube de cúmulo con rayos del sol que las penetran. Se han colocado en representación de la forma en que Dios ha continuado la inspiración divina en la iglesia y que todavía Dios le habla al hombre como las lluvias del cielo[26] o, alternativamente, las nubes representan un velo de ignorancia o pecado.[24]: 43

- Tierras: las piedras de tierra en los contrafuertes inferiores se han interpretado como el evangelio de Cristo que se extiende por toda la Tierra.[24] : 42  Existen 34 piedras que representan la tierra, 11 a cada costado y seis en el frente y posterior del edificio.[3]: 172

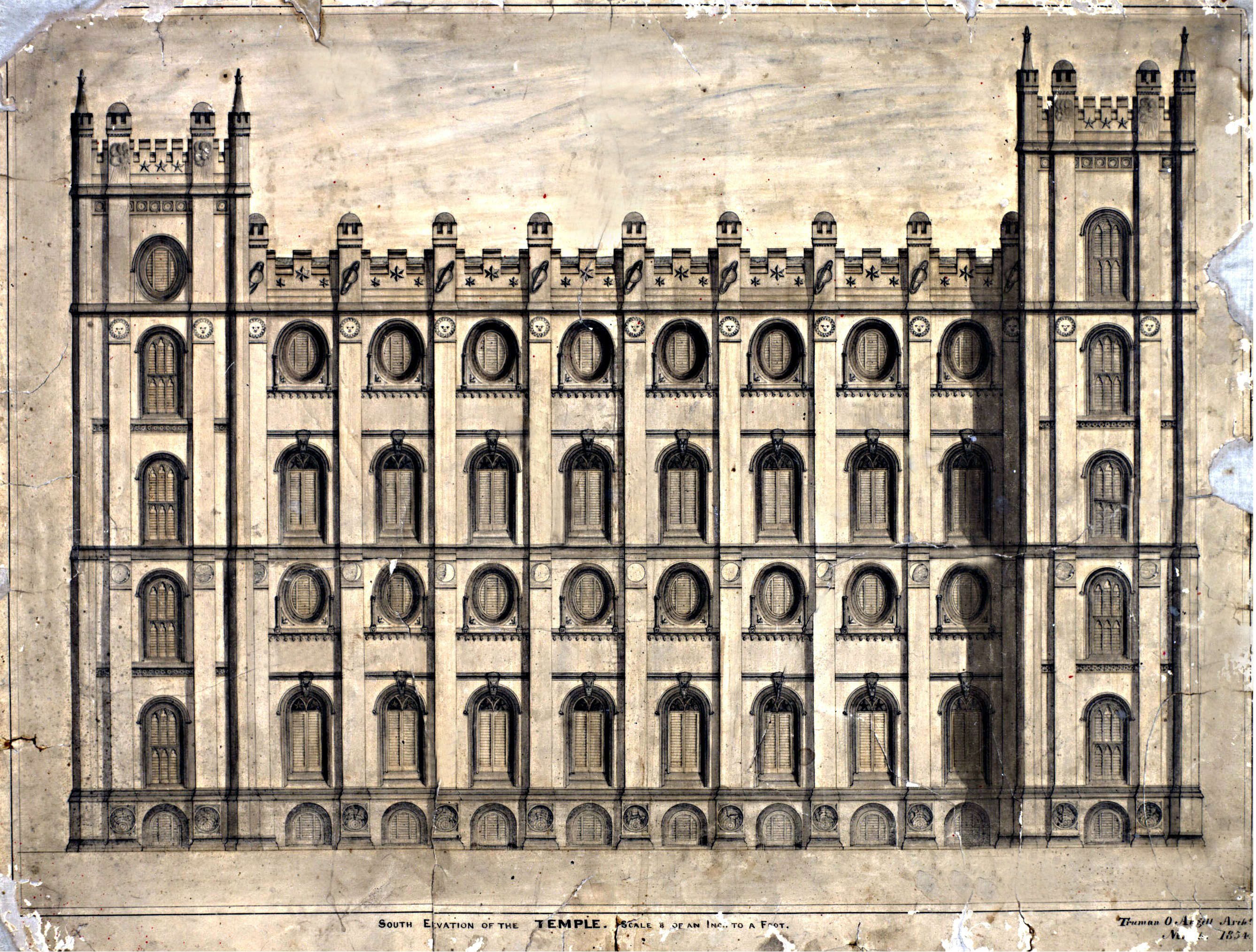
Un plano de elevación original de 1854 que muestra las piedras de saturno, el detalle de la piedra de tierra, las caras del sol y los acentos de la ventana cuadrada y de la brújula. Estos elementos fueron posteriormente desechados.

- Saturnos: los primeros dibujos y descripción escrita de Angell mostraban piedras con la imagen de Saturno a lo largo del nivel superior del templo,[35] : 146 [36] aunque el diseño fue cambiado años después.[37] : 60–62 [38] : 9
- Agujas: las seis agujas del templo representan el poder del sacerdocio. Las tres agujas del lado este son un poco más altas que las del oeste: representan el Melquisedec, o "sacerdocio mayor", y el Aarónico, o "sacerdocio preparatorio", respectivamente. Las tres agujas del lado este representan la Primera Presidencia de la iglesia y las doce agujas más pequeñas de esas tres representan a los Doce Apóstoles .[39]
- Sol, luna y estrellas: alrededor del templo hay varias piedras talladas que representan el sol, la luna y las estrellas que corresponden respectivamente a los reinos de gloria celestial, terrestre y telestial en el más allá.[24]: 42 [40] También se ha interpretado que las piedras solares representan a Dios, las piedras lunares en diferentes fases representan diferentes fases de la vida y las piedras estelares representan a Jesucristo.[26] Estos símbolos se extrajeron de los símbolos de las tres luces menores en la masonería practicada por muchos líderes de la iglesia primitiva en Nauvoo .[41] Además, las estrellas de cinco puntas han representado tradicionalmente las cinco heridas de Cristo (manos, pies y costado) y se ha interpretado que la estrella de cinco puntas con un rayo alargado hacia abajo que se encuentra en varios templos SUD representa a Cristo viniendo a la Tierra.[34]: 125

## Incidentes

### Bombardeos
Dos incidentes de bombardeo han dañado el templo. El 10 de abril de 1910, una bomba colocada en el vecino Hotel Utah (actualmente Edificio Conmemorativo de José Smith) dañó la trompeta de la estatua de Moroni sobre la torre del templo. El 14 de noviembre de 1962, la puerta sureste del Templo de Salt Lake fue bombardeada. Los agentes del FBI afirman que el explosivo estaba envuelto alrededor de las manijas de las puertas de la entrada sureste del templo. Las grandes puertas de entrada de madera fueron dañadas por fragmentos de metal y vidrio que salieron volando. El daño a las paredes interiores ocurrió a 25 pies dentro del templo, pero el daño al interior fue menor. Once ventanas exteriores quedaron destrozadas.

### Tornado de Salt Lake City de 1999
El templo sufrió daños en 1999 cuando un tornado con clasificación F2 en la escala de Fujita azotó Salt Lake City. Una boda que se estaba llevando a cabo en ese momento permitió que un fotógrafo grabara un video del tornado cuando pasaba cerca del templo, lo que obligó a los invitados a refugiarse contra las puertas y los pilares del templo para protegerse del viento y los escombros. No se les permitió entrar a refugiarse al interior del templo porque sus puertas se habían cerrado con llave. Después de la lluvia y granizo, los miembros del cortejo nupcial fotografiaron los daños en los árboles y los edificios circundantes antes de reanudar su ceremonia.

### Terremoto de Salt Lake City de 2020
En la mañana del 18 de marzo de 2020, un terremoto de magnitud 5,7 estremeció la ciudad de Salt Lake City. Aunque la mayor parte del daño se produjo fuera de la ciudad, se infligieron daños menores sobre el templo. La trompeta del ángel Moroni en la parte superior de la aguja más alta del templo se desprendió de la estatua y algunas piedras de las agujas más pequeñas fueron desplazadas. No se reportaron otros daños al templo.

## Imágenes interiores
A continuación se muestran varias fotografías del interior del templo. En respuesta a que uno de los devotos de la iglesia obtuvo imágenes no autorizadas del interior del templo, los líderes de la iglesia decidieron publicar el libro La Casa del Señor en 1912, que contenía fotografías autorizadas en blanco y negro del interior, algunas de las cuales se muestran a continuación.: 240–316  : 6  : 365–369, 374 Las fotografías no autorizadas habían sido tomadas durante varios meses del año anterior por un hombre profeso a la iglesia al que se le permitió entrar repetidamente con su cámara mientras un amigo, jardinero del templo, se ocupaba de cerrar el templo. : 358, 362 
|                              |
| Corredor y pasillo principal |

|                                    |
| Salón Terrestial y Velo del templo |

|                 |
| Salón Celestial |

|                                     |
| Vitrial en el salón de sellamientos |

|                 |
| Sanctasanctórum |

| ]]                                                                             |
| Salón de consejo de la Primera Presidencia y el cuórum de los doce apóstoles]] |

|                                                   |
| Salón de la asamblea de las autoridades generales |

### Imágenes de antiguos elementos interiores.
A continuación se muestran algunos elementos del templo que se han eliminado durante varias renovaciones del templo.
|                             |
| Salón de la creación (1911) |

|                            |
| Salón del Jardín (c. 1909) |

|                        |
| Salón Telestial (2015) |

|                                                                             |
| Tubo usado para la versión en vivo del lavamiento y la unsión usado en 1911 |

|                                   |
| Pila bautismal original (c. 1909) |

|                                      |
| Estatua en el salón celestial (1911) |